# Diego Ruiz (Skilangläufer)
Diego Ruiz Asín (* 25. Juni 1977 in Jaca) ist ein spanischer Skilangläufer.

## Werdegang
Ruiz nimmt seit 1997 an Wettbewerben der Fédération Internationale de Ski teil. Bis 2004 trat er vorwiegend beim Continental Cup an. Bei den Olympischen Winterspielen 1998 in Nagano belegte er den 87. Platz über 10 km klassisch und den 65. Rang im 25-km-Verfolgungsrennen. Sein erstes Weltcuprennen lief er im November 1998 in Muonio, welches er mit dem 89. Platz über 10 km Freistil beendete. Bei den nordischen Skiweltmeisterschaften 2003 im Val di Fiemme kam er auf den 54. Platz im 20-km-Doppelverfolgungsrennen und den 38. Rang über 50 km Freistil. Im Januar 2004 holte er im Val di Fiemme mit dem 30. Platz im 70-km-Massenstartrennen seinen ersten Weltcuppunkt. Seine beste Platzierung bei den nordischen Skiweltmeisterschaften 2005 in Oberstdorf war der 17. Rang im-50-km Massenstartrennen. Bei den Olympischen Winterspielen 2006 in Pragelato errang er den 54. Platz im 30-km-Verfolgungsrennen, den 46. Platz über 15 km klassisch und den 23. Platz im 50-km-Massenstartrennen. Im Februar 2007 erreichte er in Changchun mit dem 18. Platz über 15 km Freistil sein bestes Ergebnis in einem Weltcuprennen. Sein bestes Resultat bei den nordischen Skiweltmeisterschaften 2007 in Sapporo war der 45. Rang im Skiathlon. Bei den nordischen Skiweltmeisterschaften 2009 in Liberec kam er auf den 58. Platz im Skiathlon und den 33. Rang im 50-km-Massenstartrennen. Bei den Olympischen Winterspielen 2010 in Vancouver belegte er den 65. Platz über 15 km Freistil und den 44. Rang im 50-km-Massenstartrennen. Den 54. Rang im 50-km-Massenstartrennen holte er bei den nordischen Skiweltmeisterschaften 2011 in Oslo. Im Sommer 2015 belegte er bei den Rollerski-Weltmeisterschaften 2015 im Fleimstal den 20. Platz im Berglauf und den 18. Rang im 25-km-Massenstartrennen.

## Weltcup-Statistik
Die Tabelle zeigt die erreichten Platzierungen im Einzelnen.
- 1.–3. Platz: Anzahl der Podiumsplatzierungen
- Top 10: Anzahl der Platzierungen unter den ersten zehn
- Punkteränge: Anzahl der Platzierungen innerhalb der Punkteränge
- Starts: Anzahl gelaufener Rennen in der jeweiligen Disziplin
- Hinweis: Bei den Distanzrennen erfolgt die Einordnung gemäß FIS.

| Platzierung               | Distanzrennen a | Distanzrennen a | Distanzrennen a | Distanzrennen a | Distanzrennen a | Skiathlon Verfolgung | Sprint | Etappen- rennen b | Gesamt | Team c | Team c  |
| Platzierung               | ≤ 5 km          | ≤ 10 km         | ≤ 15 km         | ≤ 30 km         | > 30 km         | Skiathlon Verfolgung | Sprint | Etappen- rennen b | Gesamt | Sprint | Staffel |
| ------------------------- | --------------- | --------------- | --------------- | --------------- | --------------- | -------------------- | ------ | ----------------- | ------ | ------ | ------- |
| 1. Platz                  |                 |                 |                 |                 |                 |                      |        |                   |        |        |         |
| 2. Platz                  |                 |                 |                 |                 |                 |                      |        |                   |        |        |         |
| 3. Platz                  |                 |                 |                 |                 |                 |                      |        |                   |        |        |         |
| Top 10                    |                 |                 |                 |                 |                 |                      |        |                   |        |        |         |
| Punkteränge               |                 |                 | 1               | 2               | 1               |                      |        |                   | 4      |        | 2       |
| Starts                    | 1               | 1               | 25              | 9               | 4               | 5                    |        |                   | 45     |        | 2       |
| Stand: Saisonende 2024/25 |                 |                 |                 |                 |                 |                      |        |                   |        |        |         |